# Choca-preta
Formigueiro-cinzel-preto ou choca-preta (nome científico: Neoctantes niger) é uma espécie de ave da família Thamnophilidae. É a única espécie do género Neoctantes.
Pode ser encontrada nos seguintes países: Brasil, Colômbia, Equador e Peru.
Os seus habitats naturais são: florestas subtropicais ou tropicais húmidas de baixa altitude.